# Gabriela Alcón
Gabriela Alcón Merubia (Cochabamba, Bolivia) es una periodista, presentadora de televisión y política boliviana que actualmente ocupa el alto cargo de Viceministra de Comunicación de Bolivia desde el 12 de noviembre de 2020 durante el gobierno del presidente Luis Arce Catacora.

## Biografía
Gabriela Alcón nació en la ciudad de Cochabamba en el departamento de Cochabamba. Es hija de Gerano Alcón Yujra y Lucha Merubia Rocha. Comenzó sus estudios escolares en 1989 en la "Escuela Fidelia Sánchez" saliendo bachiller del "Colegio San Martín de Porres" el año 2000.

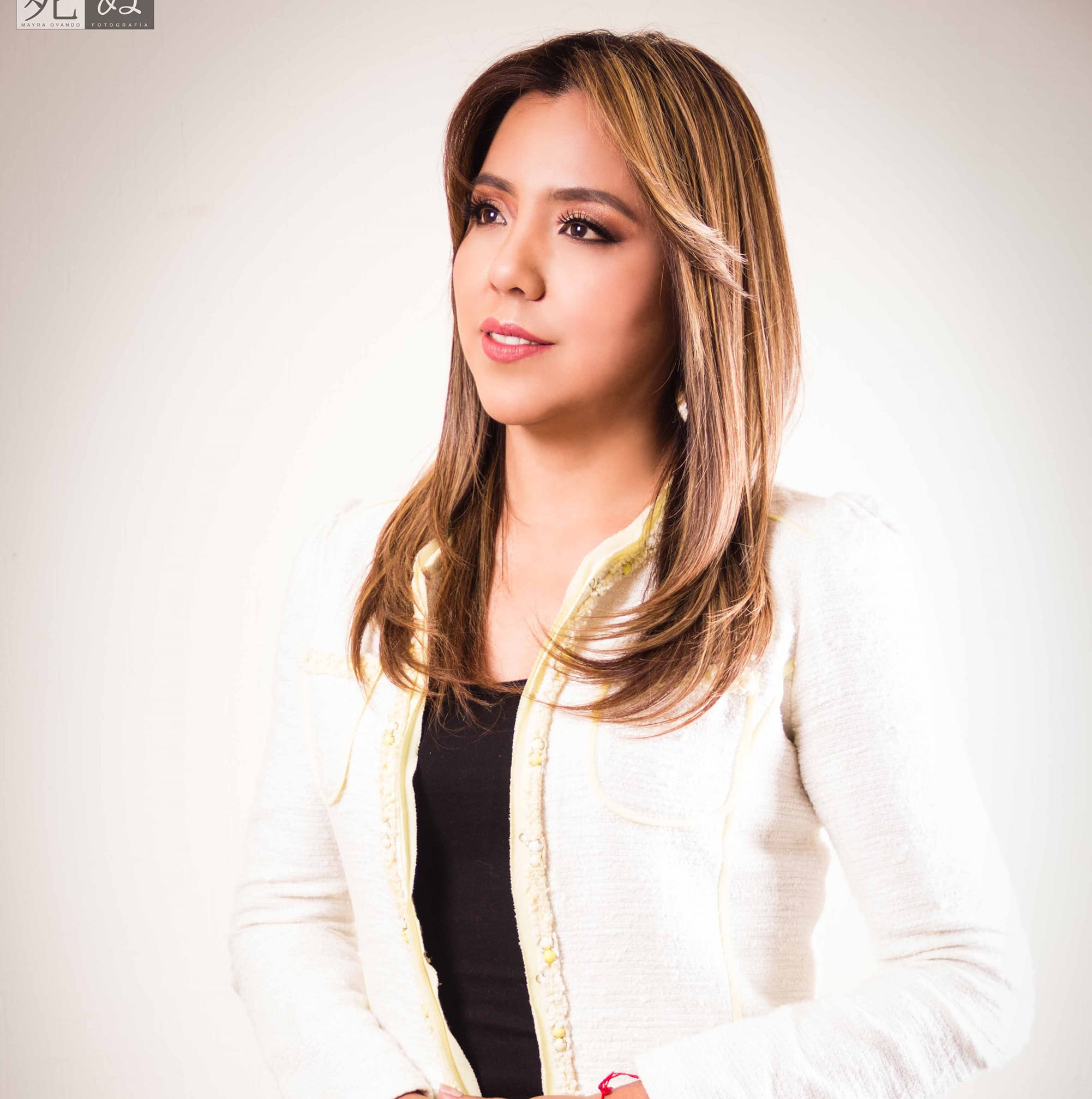
Viceministra de Comunicación, Gabriela Alcón Merubia.

Continuó con sus estudios profesionales, ingresando a estudiar la carrera de comunicación social en la Universidad Mayor de San Simón (UMSS) de la ciudad de Cochabamba, graduándose como periodista de profesión en 2004. Cabe mencionar que en el año 2003 y teniendo 19 años de edad, Gabriela Alcón se embarazo de su primera hija (Alejandra), quién nació ese mismo año. Posteriormente realizó estudios de posgrado obteniendo un diplomado en periodismo económico y financiero, una maestría en educación superior y un doctorado en tecnologías de información y educación.
Durante su vida laboral, Alcón empezó a trabajar desde el año 2002 en la Radio Milenio de Cochabamba, luego pasó a trabajar en distintos canales de televisión, entre ellos en la Red Bolivisión y en la Red Unitel entre los años 2002 y 2006.

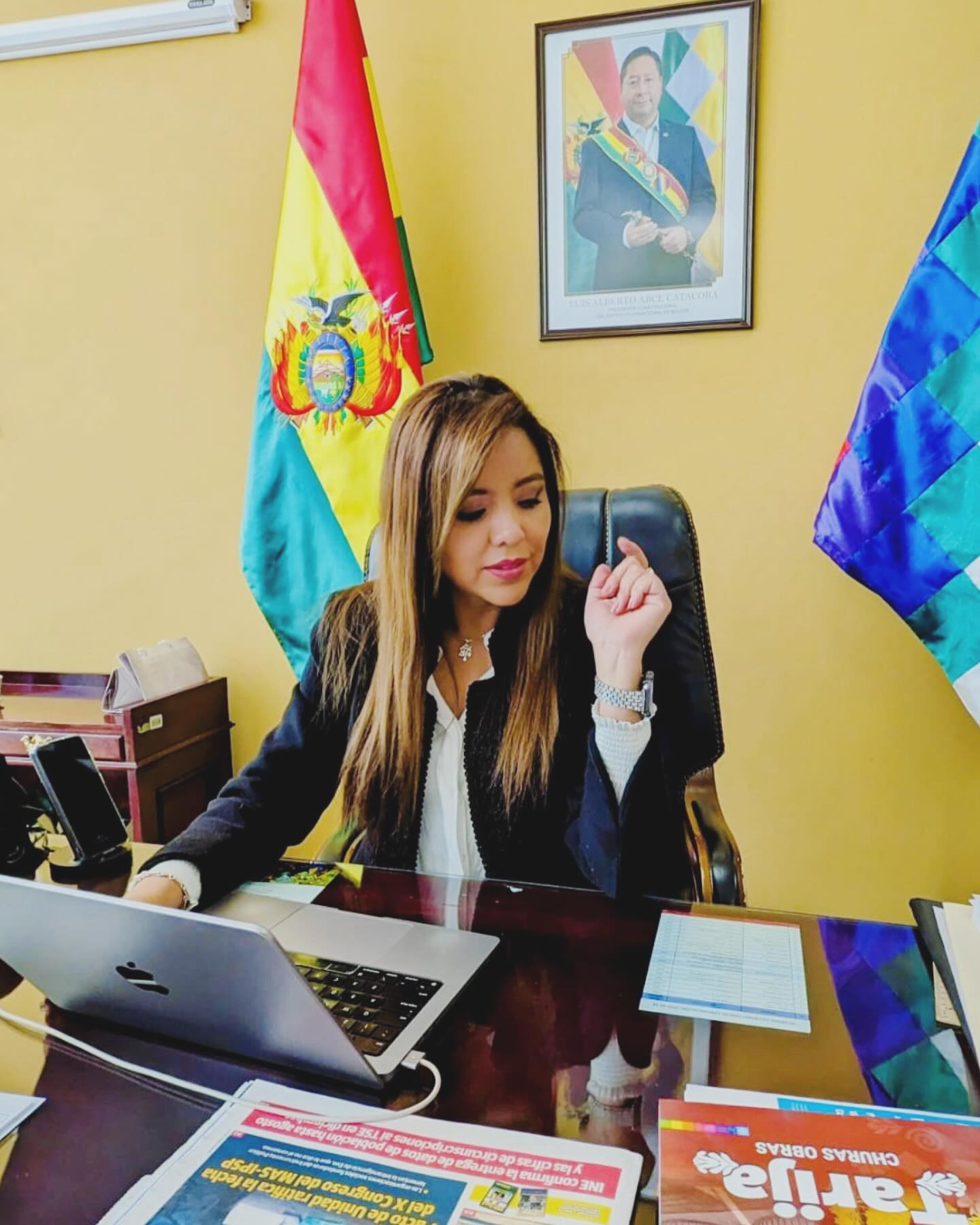
Gabriela Alcón en su despacho

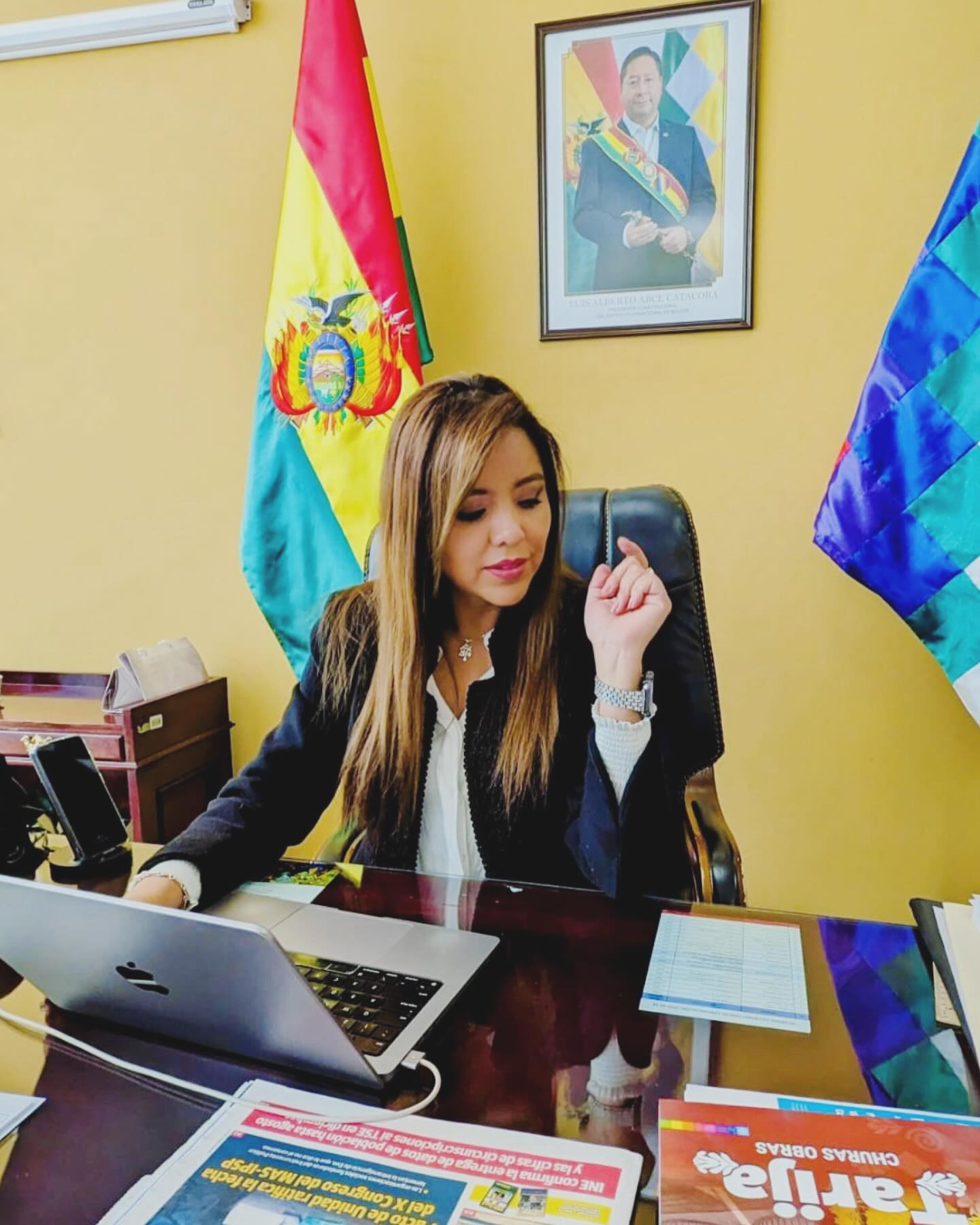
Gabriela Alcón en su despacho, con la imagen del presidente Luis Arce Catacora al fondo.

### Bolivia TV (2006-2012)
En 2006 y después de haber participado en un casting, Gabriela Alcón logra ingresar a trabajar en el canal estatal Bolivia TV donde llegaría a ser presentadora de noticias en Cochabamba y después en La Paz. Posteriormente en el año 2008 se convirtió en jefa de prensa de la Regional Cochabamba. Estuvo en este medio televisivo durante 6 años hasta 2012.
Cabe mencionar que en el año 2012, Alcón ingresa también a trabajar como presentadora en "Univalle Televisión", el cual es un canal regional de Cochabamba perteneciente a la Universidad Privada del Valle (UNIVALLE) donde Gabriela Alcón también empezó a ejercer como docente universitaria en dicha casa de estudios superiores.

### Abya Yala TV (2013-2019)
El año 2013, Gabriela Alcón ingresa a trabajar en el canal Abya Yala TV donde estaría por un lapso de tiempo de otros 6 años, donde además llegaría a ser la jefa de prensa a nivel nacional.

### Viceministra de Comunicación de Bolivia (2020-actualidad)
El 12 de noviembre de 2020, la Ministra de la Presidencia de Bolivia María Nela Prada decidió posesionar a la joven periodista cochabambina Gabriela Alcón Merubia como la nueva Viceministra de Comunicación.

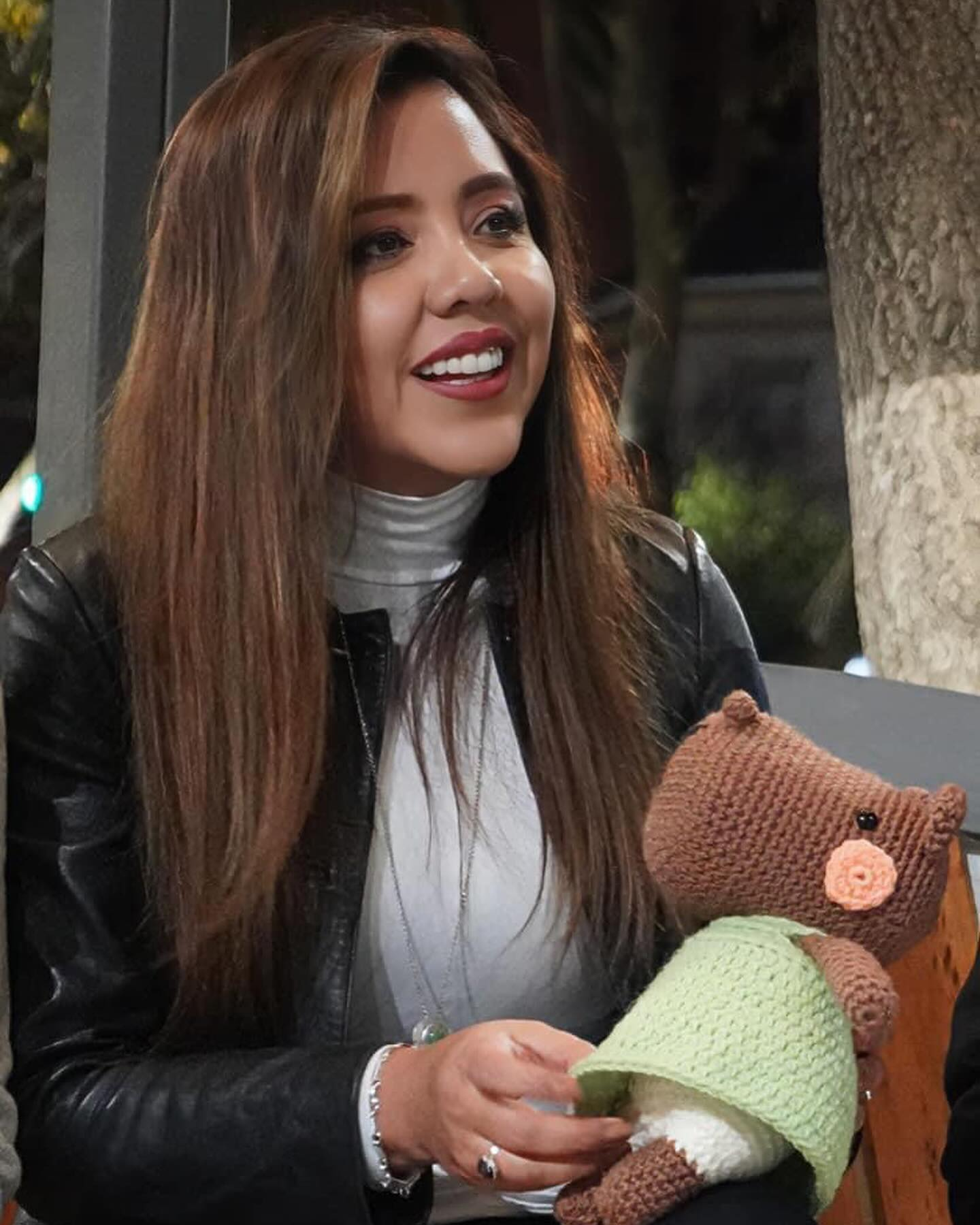
Gabriela Alcón participa en la Larga Noche de Museos 2024.